# David Edgar (natation)
David Holmes "Dave" Edgar (né le 27 mars 1950 à Fort Lauderdale) est un nageur américain. Lors des Jeux olympiques d'été de 1972 disputés à Munich, il a obtenu la médaille d'or lors du relais 4 x 100 m nage libre, dont les Américains ont établi un nouveau record du monde. Il a également terminé cinquième de la finale du 100 mètres papillon lors de ces mêmes Jeux.
En carrière, il aura battu deux records du monde en relais 4 x 100 m nage libre.
Heidenreich a été introduit au International Swimming Hall of Fame en 1996 en tant que "Honor Swimmer".

## Palmarès

### Jeux olympiques
- médaille d'or au relais 4 x 100 m nage libre aux Jeux olympiques de Munich en 1972

### Jeux panaméricains
- médaille d'or au relais 4 x 100 m nage libre à Cali en 1971